# الکسیس جا
الکسیس جا (انگلیسی: Alexis Egea؛ زادهٔ ۲۵ دسامبر ۱۹۸۷) بازیکن فوتبال اهل اسپانیا است.